# Анисимов, Андрей Геннадьевич (1963)
Андрей Геннадьевич Анисимов (род. 19 марта 1963, Свердловск) — российский хоккеист, нападающий. Тренер.

## Биография
Воспитанник екатеринбургского «Спартаковца». Выступал за свердловские — екатеринбургские команды «Луч» (1979/80 — 1983/84, 1987/88 — 1989/90), СКА (1984/85 — 1985/86), «Автомобилист» (1986/87 — 21 матч в высшей лиге), РТИ (1996/97 — 1997/98). В сезоне 1992/93 играл за «Кедр» Новоуральск.
После завершения карьеры игрока стал работать тренером в женских командах: «Спартак» Екатеринбург (1996/97), женская сборная России (1999—2002, 2003—2005, тренер), «Спартак-Меркурий» (2003/04), СКСО (2015/16), «Арктик-Университет» (2016/17).
С 2018 года — тренер в ДЮСШ №19 Екатеринбурга.